# Masaharta
Masaharta war während der 21. Dynastie (Dritte Zwischenzeit) um 1054 bis 1046 v. Chr. Hohepriester des Amun in Theben.

## Familie
Masaharta war der Sohn des Hohepriesters Pinudjem I. und der Isetmachbit I. Seine Geschwister waren unter anderem Psusennes I. und dessen spätere Gemahlin Mutnedjmet, die Hohenpriester Mencheperre, Djedchonsiuefanch und die „Gottesgemahlin des Amun“ Maatkare.

## Regentschaft
Als Nachfolger seines Vaters Pinudjem I., der den Königstitel (Pharao) annahm, war Masaharta seit dessen 16. Regierungsjahr Hohepriester in Theben. Zu seinen Aufgaben zählte dort unter anderem die Neubestattung von königlichen Mumien.
Nach nur acht Jahren Regentschaft starb Masaharta um 1046 v. Chr. vielleicht nach einer Krankheit. Aus seiner Regierungszeit sind im Tempel von Karnak eine Reliefdarstellung, ein kleiner Torweg östlich des 9. Pylons sowie eine kleine Falkenstatue, die sich heute in Brüssel befindet, bezeugt. Von seiner Bestattung sind einige Uschebtis erhalten.